# Bomsori Kim
Bomsori Kim (coréen : 김봄소리 ; Kim Bomsori) est une violoniste classique sud-coréenne née le 13 décembre 1989 à Daegu.

## Carrière
Kim a remporté des prix à une dizaine de concours internationaux de violon, dont les concours suivants : Tchaïkovski, Reine Élisabeth,, ARD, Sibelius, Montréal, Sendai, Wieniawski, Joachim, Chine (Qingdao) et Schoenfeld. Elle a enregistré pour Deutsche Grammophon et Warner Classics. 
Elle joue actuellement sur un Guadagnini de 1774, prêté par la Fondation culturelle Kumho Asiana.

## Discographie
En 2017, Warner Classics sort le premier album de Kim Wieniawski / Shostakovich (pl) avec le maestro Jacek Kaspszyk (pl) et l'Orchestre philharmonique de Varsovie, le Concerto pour violon no 2 de Wieniawski et le Concerto pour violon no 1 de Chostakovitch. Le BBC Music Magazine  fait l'éloge de son jeu « à la tonalité équilibrée et aux élans rythmiques puissants », et, dans un article du magazine The Strad, un critique déclare : « Je ne me souviens plus de la dernière fois que j'ai autant aimé ce concerto ». En 2018, l'album a été nommé pour le Prix Fryderyk dans la catégorie Album de musique orchestrale de l'année (pl).

## Prix et récompenses
2010
- Concours international de musique de Sendai : quatrième prix ; prix du public[9]
- Concours international de violon Sibelius : lauréate[7]
- Concours international de violon de Chine (Qingdao) : premier prix ; prix de musique classique ; prix Lin Yaoji[12]

2012
- Concours international de violon Joseph Joachim de Hanovre : cinquième prix[11]

2013 
- Concours international de musique ARD Munich : premier prix ; prix spécial pour une pièce commandée[6]

2015
- Concours musical international Reine Élisabeth de Belgique : lauréate[4],[5]
- Concours international de musique Tchaïkovski : cinquième prix[3]

2016
- Concours musical international de Montréal : deuxième prix ; prix du public de Radio Canada[8]
- Concours international de cordes Schoenfeld : deuxième prix[17]
- Concours international de violon de Wieniawski : deuxième prix ; prix de la critique ; neuf prix spéciaux supplémentaires[10]

2018 
- « Prix du jeune artiste d'aujourd'hui » décerné par le ministère coréen de la Culture, des Sports et du Tourisme[18]
- Album de la musique orchestrale de l'année ; Prix Fryderyk : nommée[19]
- Forbes Korea pour une artiste de moins de 30 ans[20]

2019
- Prix du jeune artiste, remis par l'Association de la musique coréenne[21]
- Prix G.rium, remis par SK Gas[22]

2020
- Meilleur album polonais à l'étranger - Prix de musique Frederyk[23].